# おやじの会

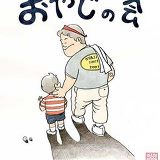
板橋区立金沢小学校おやじの会メンバーが作成したおやじの会のロゴ

おやじの会（おやじのかい）は、小学生の父親を中心としたPTA活動またはそれに準じた活動のための地域組織。実際の名称は様々である。中学生の父親やOB、一部地域の特別支援学校では、教師やPTAも支援している例があり、必ずしも現役小中学生の親とは限らないケースもある。

## 概要
東京に於いてのおやじの会の発祥は1986年3月、東京都中野区立中野富士見中学校、（現中野区立南中野中学校）が起源と言われる。
当時は、いじめ事件で抗議や批判が殺到し、時のPTA会長が「学校は地域の核。学校を守りたい」と、周囲の父親たちに「おやじの会」の立ち上げを呼びかけ、発足した。
PTAが母親を中心とした活動になりがちで、活動時間帯や形態が母親に特化してしまいがちなため、父親が参加しやすい形態として「おやじの会」が存在する。
通常のPTA活動と異なる場合もあるが、PTAとの連携、下部組織として活動している組織もある。地域により活動時間帯が休日中心となる。最近は母子家庭に配慮し、別な名称で活動している団体もある。
おやじ日本の見解によると、2009年現在、日本全体で約4000団体のおやじの会が存在する。

## おやじ日本
2004年6月に当時東京都副知事の竹花豊が警視庁と協力し「おやじの会」のネットワーク組織「おやじ日本」を結成。その後2009年2月に「特定非営利活動法人（NPO法人）おやじ日本」として再スタートを切る。
2006年に、映画『ボディ・ジャック』を推薦している。

## 日本「おやじの会」連絡会
おやじの会の発祥地は川崎市で、1982年に「おやじの会『いたか』」が全国に先駆けて出来たおやじの会といわれている。
日本「おやじの会」連絡会は、4,000団体とも言われるおやじの会の「ゆるやかなネットワーク」を作ることで、全国のおやじの会が共に交流を深め、全国のおやじの会の情報交換の場、全国おやじサミットの支援、これからおやじの会を作ろうとしているところへの支援を通じ情報交換することによって、子ども達のため我々おやじ達に出来ることは何かを共に考え行動しようというもので、2005年9月3日に京都で開催された第3回全国おやじサミットイン京都において設立が採択された、会則も縛りもない「ネットワーク型組織」である。
教育委員会や国会議員といった公的役員が主導権を取るのではなく、すべて在野のおやじの会によって運営され、誰にも強制されないで運営されている。その在野のおやじ達が集まって年に一度、「全国おやじサミット」を開催している。開催地の決定は全国おやじサミット終了後の懇親会にて、各おやじの会の挙手（立候補）によって次回の開催地が決まるシステムである。組織のトップが「来年は○○おやじの会でやれ」といった半強制的なものではないため、自主的に運営する事で、平成28年で14回目の全国おやじサミットin TOKYOまで続いている。
何の肩書きもないおやじ達が、子ども達とおやじ達のモチベーションの維持と、全国のおやじ達との共有される思いを確認するおやじサミットでもある。現在は全国のおやじの会はそれぞれが個別に繋がりを持っており、情報交換の場としてアップされてきた日本おやじの会連絡会のホームページは、その役目を終えたとしてクローズされている。ただし、下記の全国おやじサミットに関しては未だに毎年、開催継続中である。

## 全国おやじサミット
「日本おやじの会連絡会」の最も大きなインベントとして、全国のおやじの会の「おやじ達」の資質の向上、それぞれが集う「おやじの会」組織の活性化、ネットワーク化を通じ、子どもたちのために、また家庭や地域で主体的な役割を実践していこうとする思いを持つ全国のおやじ仲間が1年に一度各県に集い、交流を深め、パワーを充電する場として2003年に第1回を香川県で開催して以後、三重県、京都府、鳥取県、広島県、富山県、大分県、兵庫県、熊本県、北海道（札幌市）、宮城県、愛媛県の各道府県で開催されてきた。
北海道では特別支援学校のおやじの会も北海道全域のサミットを開催している。
平成28年は東京都小金井市での開催があり、東京の懇親会では平成29年鹿児島日置市、平成30年広島県東広島市、平成31年神奈川県座間市、令和２年山口県下関市、令和３年熊本県熊本市、令和４年埼玉県川口市での開催が決定した（埼玉は後に中止）。
令和２年に世界はコロナ禍に見舞われ全国のおやじの会組織の活動も一定の制限を余儀なくされたが、コロナ禍の副産物ともいえるオンラインツールの活用により活動を継続し、新しい全国おやじサミットの在り方も模索された。
そして、コロナ禍の明けた令和５年には第一回目の地である香川県のある四国に立ち返り開催することが決定した。令和５年９月17日には香川県と愛媛県のおやじの会の全県組織の共催で愛媛県今治市の大三島にて開催される予定である。
➡全国おやじサミット2023in瀬戸内
https://oyajisummit2023.jimdosite.com/